# Џонатан Свифт
Џонатан Свифт (енгл. Jonathan Swift; Даблин, 30. новембар 1667 — Даблин, 19. октобар 1745) био је ирски књижевник, сатиричар, писац памфлета. Познат је по делу Гуливерова путовања. Сва своја дела је објављивао под псеудонимима или анонимно. Познат је и као мајстор два облика сатире.

## Биографија

### Младост
Рођен је у Даблину као друго дете Џонатана и Абигеил Ерик Свифт. Отац му је рођен у Ирској, а мајка у Енглеској. Отац му је умро седам месеци пре његова рођења. О његовом детињству се мало зна, а чињенице о њему су често контрадикторне. Верује се да му се мајка вратила у Енглеску још док је Џонатан био јако млад. Оставила је Џонатана код фамилије свога оца. О младом Џонатану се највише бринуо његов ујак Годвин. Годвин је послао Џонатана у Килкени гимназију заједно са рођацима. Била је то гимназија коју је похађао и филозоф Џорџ Беркли.
Од 1682. студирао је на Тринити колеџу у Даблину, на коме је дипломирао 1686. Док је спремао магистратуру политички немири у Ирској присилили су га да оде у Енглеску. Мајка му је помогла да добије положај секретара и личног помоћника Сер Вилијама Темпла на Мур Парку. Вилијама Темпл је био дипломат, који је био заслужан за Тројну Алијансу 1668. Темпл је отишао у пензију и на свом имању је гајио башту и писао мемоаре. Свифт је задобио Темплово поверење па је био упознат са стварима великога значаја. Након три године службе Темпл је Свифта представио краљу Вилијаму III од Енглеске. Слао га је у Лондон да ургира код краља да прихвати закон за тројни парламент.
Током боравка код Темпла упознао је Естер Џонсон, тада осмогодишњу девојчицу, која је била ћерка једнога од слугу. Била је без оца, а Свифт је био њен тутор и ментор. дао јој је надимак Стела, а њих двоје су читав живот били у блиским односима.
Свифт је 1690. напустио Темпла и отишао је у Ирску због здравља. након годину дана вратио се у Мур Парк. Свифт је цели живот патио од Менијерове болести. За време другога боравка код Темпла магистрирао је 1692. у Хертфорд колеџу на универзитету Оксфорд. Очајнички је покушавао да нађе бољи посао, па је уз Темплову помоћ постао свештеник Ирске цркве, а 1694. добио је парохију у диоценози Конор у Килруту. Изгледа да је Свифт ту био изолован у малој удаљеној заједници, далеко од центара моћи и утицаја. Док је био у Килруту био је у романтичној вези са Џејн Варинг. У једном писму нудио јој је брак и рекао је да ће напустити Ирску, ако га одбије. Изгледа да га је одбила, јер се Свифт вратио у Енглеску и поново је био у служби код Темпла 1696. Ту је остао до Темплове смрти. Темплу је припремао мемоаре. током тога времена написао је сатиру, која је била критика Темпловога есеја. Сатиру је публиковао тек 1704.
Темпл је умро 1699. Свифт је остао кратко у Енглеској да заврши Темплове мемоаре можда се надајући да ће неко признати његов рад и понудити му одговарајуће запослење у Енглеској. Међутим поједини Темплови пријатељи и родбина су замрзили Свифта, јер се у мемоарима нашло индискретних детаља, који су им сметали. Неуспешно је покушао да нађе запослење код краља. Добио је понуду да буде секретар и и капелан грофа од Берклија, једнога од врховних судија Ирске. Када је допутовао до Ирске то место је већ било попуњено. Међутим радио је као капелан у Ларакору, Агеру и Даблину. Као капелан ерла Берклија већину времена је провео у Даблину и често је путовао у Лондон. Написао је 1701 политички памфлет.

## Писац
Свифт је 1702. докторирао на Тринити колеџу у Даблину. За време посета Лондону Свифт је објавио две књиге "A tale of a Tub" "The Battle of the Books" и почео је стицати углед као писац. Упознао се тада и постао пријатељ са Александром Поупом, Џоном Гејом и Џоном Арбутнотом.
Свифт је тих година постао политички активан. Од 1707. до 1709, а опет 1710. Свифт је био у Лондону. Неуспешно се тада залагао код виговске администрације у име ирскога клера око једнога власничкога проблема. Торијевци, који су били у опозицији показали су више разумевања за његове захтеве. Торијевци су кад су дошли на власт 1710. Свифта регрутовали да буде уредник Егзамајнера.
Свифт је 1711. објавио политички памфлет „Понашање савезника“, у коме је напао виговску власт због њихове неспособности да заврши дуги рат са Француском. Торијевци су водили тајне разговоре са Французима и ти разговори су довели до Утрехтског мира 1713, којим је завршен Рат за шпанско наслеђе.
Џонатан Свифт је био део унутрашњег круга торијевске власти и често је био посредник у унутрашњим споровима између министра спољних послова и министра финансија и премијера. Свађа двојице кључних торијевских вођа резултовала је оставком премијера Роберта Харлија. Када је умрла краљица Ана, а на власт дошао краљ Џорџ I виговци су се вратили на власт, а вођама торијеваца је суђено јер су водили тајне преговоре са Французима.

## Зрелост
Пред пад торијевске власти Свифт се надао да ће га наградити уносним црквеним положајем у Енглеској. Међутим краљица Ана није обожавала Свифта, па је спречила те намере. Најбоље што су му могли осигурати био је положај декана Сент Патрика у Даблину. Када су се виговци вратили на власт за Свифта није било друге него да оде у Ирску. Када се вратио у Ирску искористио је своју склоност памфлетима и подржао је ирску ствар, тако да је добио статус ирскога патриоте.
Тих година започео је и своје ремек-дело „Гуливерова путовања“. Велики део материјала осликавао је политичка искуства. Епизода када Гуливер гаси пожар на палати Лилипутанаца уринирајући на палату представља метафору торијевскога незаконитога мировнога уговора, којим су направили добро дело на несретан начин. Дуго је одлагао пут у Лондон и коначно је 1726. отпутовао у Лондон са својим делом „Гуливерова путовања“. Одсео је код пријатеља Александра Попа. Џон Геј и Џон Арбутнот су му помогли да анонимно штампа дело. Прво је одштампано 1726. и одмах је постигло велики успех. Штампано је још два пута те године и још једном почетком 1727. Француски, немачки и холандски преводи су се појавили 1727. Илегално је штампано на ирском 1727.
Свифт се 1727. вратио у Енглеску и одсео је поново код Александра Попа. Посета је била кратка, јер је добио поруку да Естер Џонсон умире, па се због тога вратио кући. Умрла је јануара 1728. Свифт је умро 19. октобра 1745. Сахрањен је поред Естер Џонсон.

## Дела

### Есеји, трактати, памфлети, чланци
- "A Meditation upon a Broomstick" (1703—1710): Full text: Blackmask
- "A Critical Essay upon the Faculties of the Mind" (1707—1711)
- The Bickerstaff-Partridge Papers (1708—1709): Full text: U of Adelaide
- "An Argument against Abolishing Christianity" (1708—1711): Full text: U of Adelaide
- The Intelligencer (with Thomas Sheridan) (1710-????): Text: Project Gutenberg
- The Examiner (1710): Texts: Ourcivilisation.com, Project Gutenberg
- "A Proposal for Correcting, Improving and Ascertaining the English Tongue" (1712): Full texts: Jack Lynch, U of Virginia[мртва веза]
- "On the Conduct of the Allies" (1713)
- "Hints Toward an Essay on Conversation" (1713): Full text: Bartleby.com
- "A Letter to a Young Gentleman, Lately Entered into Holy Orders" (1720)
- "A Letter of Advice to a Young Poet" (1721): Full text: Bartleby.com
- The Drapier's Letters (1724, 1725): Full text: Project Gutenberg
- "Bon Mots de Stella" (1726): a curiously irrelevant appendix to "Gulliver's Travels"
- "An Essay on the Fates of Clergymen": Full text: JaffeBros
- "A Treatise on Good Manners and Good Breeding": Full text: Bartleby.com
- "On the Death of Esther Johnson": Full text: Bartleby.com
- "An Essay On Modern Education": Full text: JaffeBros

### Поеме
- "Ode to the Athenian Society" 1692 (first published work)
- Poems of Jonathan Swift, D.D. Texts at Project Gutenberg: Volume One, Volume Two
- "Baucis and Philemon" (1706—1709): Full text: Blackmask
- "A Description of the Morning" (1709): Full annotated text: U of Toronto; Another text: U of Virginia Архивирано 2012-12-15 на сајту
- "A Description of a City Shower" (1710): Full text: U of Virginia[мртва веза]
- "Cadenus and Vanessa" (1713): Full text: Blackmask[мртва веза]
- "Phillis, or, the Progress of Love" (1719): Full text: theotherpages.org
- Stella's birthday poems:
  - 1719. Full annotated text: U of Toronto
  - 1720. Full text: U of Virginia[мртва веза]
  - 1727. Full text: U of Toronto
- "The Progress of Beauty" (1719—1720): Full text: OurCivilisation.com
- "The Progress of Poetry" (1720): Full text: theotherpages.org
- "A Satirical Elegy on the Death of a Late Famous General" (1722): Full text: U of Toronto
- "To Quilca, a Country House not in Good Repair" (1725): Full text: U of Toronto
- "Advice to the Grub Street Verse-writers" (1726): Full text: U of Toronto
- "The Furniture of a Woman's Mind" (1727)
- "On a Very Old Glass" (1728): Full text: Gosford.co.uk
- "A Pastoral Dialogue" (1729): Full text: Gosford.co.uk
- "The Grand Question debated Whether Hamilton's Bawn should be turned into a Barrack or a Malt House" (1729): Full text: Gosford.co.uk
- "On Stephen Duck, the Thresher and Favourite Poet" (1730): Full text: U of Toronto
- "Death and Daphne" (1730): Full text: OurCivilisation.com
- "The Place of the Damn'd" (1731): Full text
- "A Beautiful Young Nymph Going to Bed" (1731): Full annotated text: Jack Lynch; Another text: U of Virginia Архивирано 2012-12-11 на сајту
- "Strephon and Chloe" (1731): Full annotated text: Jack Lynch; Another text: U of Virginia Архивирано на веб-сајту  (30. мај 2014)
- "Helter Skelter" (1731): Full text: OurCivilisation.com
- "Cassinus and Peter: A Tragical Elegy" (1731): Full annotated text: Jack Lynch
- "The Day of Judgment" (1731): Full text
- "Verses on the Death of Dr. Swift, D.S.P.D." (1731—1732): Full annotated texts: Jack Lynch, U of Toronto; Non-annotated text:: U of Virginia Архивирано 2012-12-11 на сајту
- "An Epistle To A Lady" (1732): Full text: OurCivilisation.com
- "The Beasts' Confession to the Priest" (1732): Full annotated text: U of Toronto
- "The Lady's Dressing Room" (1732): Full annotated text: Jack Lynch
- "On Poetry: A Rhapsody" (1733)
- "The Puppet Show" Full text: Worldwideschool.org
- "The Logicians Refuted" Full text: Worldwideschool.org

### Писма, личне белешке
- "When I Come to Be Old" — Swift's resolutions. (1699): Full text: JaffeBros
- The Journal to Stella (1710 — 1713): Full text: U of Adelaide; Extracts: OurCivilisation.com
- Letters:
  - Selected Letters: JaffeBros
  - To Oxford and Pope: OurCivilisation.com

### Молитве
- Three Sermons and Three Prayers. Full text: U of Adelaide, Project Gutenberg
- Three Sermons: I. on mutual subjection. II. on conscience. III. on the trinity. Text: Project Gutenberg
- Writings on Religion and the Church. Text at Project Gutenberg: Volume One, Volume Two
- "The First He Wrote Oct. 17, 1727." Full text: Worldwideschool.org Архивирано на веб-сајту  (18. фебруар 2006)
- "The Second Prayer Was Written Nov. 6, 1727." Full text: Worldwideschool.org Архивирано на веб-сајту  (18. фебруар 2006)

### Разно
- Directions to Servants (1731):: Extracts: OurCivilisation.com
- A Complete Collection of Genteel and Ingenious Conversation (1731)
- "Thoughts on Various Subjects." Full text: U of Adelaide Архивирано на веб-сајту  (14. октобар 2007)
- Historical Writings: Project Gutenberg
- Swift Quotations: JaffeBros — many choice, well-documented Swift quotations here
- Swift quotes at Bartleby: Bartleby.com — 59 quotations, with notes

## Биографски извори
- Samuel Johnson's Life of Swift: JaffeBros. From his Lives of the Poets.
- William Makepeace Thackeray's influential vitriolic biography: JaffeBros. From his English Humourists of The Eighteenth Century.
- Bullitt, John M. Jonathan Swift and the Anatomy of Satire: A Study of Satiric Technique. Cambridge: Harvard U P, 1953.
- Jae Num Lee "Swift and Scatological Satire" UNIVERSITY OF NEW MEXICO PRESS. 1971.  978-0-8263-0196-3. jstor review
- Lee, Jae Num. "Scatology in Continental Satirical Writings from Aristophanes to Rabelais" and "English Scatological Writings from Skelton to Pope." Swift and Scatological Satire. Albuquerque: U of New Mexico P, 1971. 7-22; 23-53.
- Gubar, Susan (1977). „The Female Monster in Augustan Satire”. Signs. 3 (2): 380—394. ISSN 0097-9740. S2CID 143485064. doi:10.1086/493471.
- Many other sources are listed here .